# DN68
De DN68 (Drum Național 68 of Nationale weg 68) is een weg in Roemenië. Hij loopt van Caransebeș via Oțelu Roșu naar Hațeg. De weg is 71 kilometer lang.